# Volley Cadelbosco
Le Crovegli Volley, ou Gruppo Sportivo Volley Cadelbosco, est un club italien de volley-ball féminin basé à Cadelbosco di Sopra qui évolue pour la saison 2013-2014 en Serie A2.

## Effectifs

### Saison 2013-2014
Entraîneur : Davide Baraldi  Italie
| No  | Nom                      | Date de Naissance | Taille | Poids | Nationalité | Poste                     |
| --- | ------------------------ | ----------------- | ------ | ----- | ----------- | ------------------------- |
| 1.  | Paola Colarusso          | 17 juillet 1988   | 186    |       | Italie      | Réceptionneuse-attaquante |
| 2.  | Silvia Belfiore          | 18 mai 1982       | 183    |       | Italie      | Centrale                  |
| 3.  | Rossella Giorgi          | 9 mars 1981       | 173    |       | Italie      | Libero                    |
| 4.  | Marianna Vujko           | 15 mai 1992       | 192    |       | Italie      | Centrale                  |
| 5.  | Eliana Cirilli           | 9 décembre 1987   | 185    |       | Argentine   | Réceptionneuse-attaquante |
| 6.  | Alice Gennari            | 21 juin 1995      | 165    |       | Italie      | Libero                    |
| 8.  | Silvia Bussoli           | 22 novembre 1993  | 183    |       | Italie      | Réceptionneuse-attaquante |
| 9.  | Cristina Losi            | 28 juillet 1992   | 166    |       | Italie      | Passeuse                  |
| 10. | Elisa Lancellotti        | 23 février 1991   | 172    |       | Italie      | Passeuse                  |
| 12. | Michela Catena           | 11 septembre 1991 | 191    |       | Italie      | Réceptionneuse-attaquante |
| 13. | Flavia Assirelli         | 26 septembre 1990 | 183    |       | Italie      | Centrale                  |
| 16. | Patrycja Polak           | 23 février 1991   | 183    | 62    | Pologne     | Réceptionneuse-attaquante |
| 18. | Sara Miola               | 5 août 1991       | 186    |       | Italie      | Réceptionneuse-attaquante |
| 18. | Soraia Neudil Dos Santos | 13 janvier 1984   | 191    | 72    | Brésil      | Réceptionneuse-attaquante |